# Saanen (gemeente)
Saanen (Frans (verouderd): Gessenay) is een gemeente en plaats in het Zwitserse kanton Bern, en maakt deel uit van het district Obersimmental-Saanen.
Saanen telt 6.858 inwoners.